# 大日本帝国憲法における上諭
ここでは、大日本帝国憲法の上諭（じょうゆ）を解説する。
発布に伴って発せられた告文（こうもん）、勅語（ちょくご）とあわせて、「三誥（さんこく）」と称される。

## 解説
通常、上諭（Preamble、Eingangsformel）は、天皇が法律等を裁可し、成立させたことを表示する形式的なもので、ほとんどの上諭が裁可・成立の事実を示す一文のみのものであるが、帝国憲法の上諭にあたってはその性質上、六分段に分かれる長いものになった。
公式令においては、憲法の改正、皇室典範の改正、皇室令、法律、勅令、国際条約には、「上諭ヲ附シテ之ヲ公布ス」と規定されている。これらの上諭においては、「朕何々ヲ裁可シ茲ニ之ヲ公布セシム」と規定するにとどめるものが通例であるが、特に重要な法規については、その法令や勅令などの制定の趣意を明らかにするための文言を含むものがある。市制・町村制や、臨時外交調査会が設置されたときの例が後者の例にあたる。ただ、帝国憲法の施行後は、法律は帝国議会の協賛を要し、上諭は法律の公布についての大権の作用として行われるものであって帝国議会の協賛を経るものではないから、上諭は、法律としての効力を生じえない。その結果として、帝国憲法の施行後は、法律の上諭の中に法律の趣意を説明する字句が加えられた実例はない。これに対して、帝国憲法自身は、皇室典範とともに、帝国議会の協賛によることなく、もっぱら天皇の大権によって欽定するものであり、しかも、その規定内容は、国家の根本法として重要であるから、上諭において、その制定の趣旨を明らかにしている。帝国憲法の上諭は、本文と同様の効力を有するものであって、特に、帝国憲法の施行時期については、本文の中には規定されておらず、上諭によってのみ定められている。

## 大意
第一文段明治天皇が国民の福利増進、君民共治の実現を目的に、国会開設の詔に従い憲法を制定したことを宣言する。
第一段は、さらに4つの部分に分けることができる。
- 1つ目は、万世一系の帝位を践んだのは皇祖皇宗の遺烈に基づくものであること及び君民の関係が上古以来歴史的に連続して今日の国民が皇祖皇宗の臣民の子孫にほかならないことが示されている。「祖宗ノ遺烈ヲ承ケ萬世一系ノ帝位ヲ践ミ」というのは、わが国特有の国体を示すものである。わが国の万世一系の帝位は、民意に基づいたものでもなければ、超人的な神意に基づいたものでもなく、皇祖皇宗から伝わった歴史的成果であって、「祖宗ノ遺烈ヲ承ケ」と規定しているのは、このことを示している。また、「朕カ親愛スル所ノ臣民ハ即チ祖宗ノ恵撫滋養シタマヒシ所ノ臣民ナルヲ念ヒ」とあるのもまた、上古以来の国体に基づいているもので、皇統が連綿として続いていることと、今日の臣民が上代の臣民の継続にほかならないことを示している。
- 2つ目は、憲法制定の目的が示されている。憲法制定の目的は、第一に国民の幸福を図ること（「康福ヲ増進シ其ノ懿徳良能ヲ發達セシメムコト」）であり、第二に国民の翼賛を開くこと（「翼賛ニ依リ與ニ倶ニ國家ノ進運ヲ扶持セムコト」）である。
- 3つ目は、帝国憲法が天皇の大権によって欽定されたものであることが示されている。「国会開設の詔」においては、「今在廷臣僚ニ命シ假スニ時日ヲ以テシ經畫ノ責ニ當ラシム其組織權限ニ至リテハ朕親ラ衷ヲ裁シ時ニ及テ公布スル所アラムトス」と規定されており、将来制定されるべき憲法が欽定憲法の形体をとるべきことが明示されていた。
- 4つ目は、帝国憲法が臣民を拘束するものであるとともに、天皇自身もこれに従わなければならないことを示しており、また、その拘束力が、明治天皇だけではなく、改正されない限り、永遠に後代にも及ぶべきことが示されている。帝国憲法が一旦制定された上は、帝国憲法の規定に従って大権を行使する必要がある。このことから、帝国憲法は、一面では天皇の大権の基礎であり、他面では天皇の大権の制限であるという性質を有することを示している。天皇の大権は、帝国憲法以前から確定しており、もっぱら歴史的に定まった不文法にその基礎を有していたが、帝国憲法の制定によって、天皇の大権が成文法にその基礎を有することとなった。したがって、帝国憲法は、天皇の大権の全てを規定しているというべきであって、祭祀大権のような不文法上の大権は、それを認めるだけの歴史的に定まった慣習法その他帝国憲法の正文に代わるだけの根拠を要する。

第二文段

天皇の統治大権は歴代の天皇から継承したものであり、以降歴代の天皇はこの憲法の定めに則って統治を行うべきであることを定めている。
第三文段

国民の権利及び財産を憲法および法律に則って保障すること（法治主義）を定めている。
第四文段帝国議会を翌明治23年（1890年）に召集、それとともに本憲法を施行することを定めている。
第五文段

帝国憲法の条文の改正について定めている。
憲法改正については、「或ル條章」に限られているから、帝国憲法の全部の廃止又は停止を容認しないことを趣意が含まれている。
また、「朕カ子孫及臣民ハ敢テ之カ紛更ヲ試ミルコトヲ得サルヘシ」と特に規定されていることから、帝国憲法において定められた方法をもって改正する以外に帝国憲法を破壊することは、国民の側から起こるにせよ（革命）、政府の側から起こるにせよ（クーデター）、いずれも許されないことを示している。
第六文段国務大臣に輔弼の責を、国民に国家統治（君民共治）の責を、それぞれ求めている。